# Proteopharmacis latifasciata
Proteopharmacis latifasciata là một loài bướm đêm trong họ Geometridae.